# Aguas estigias

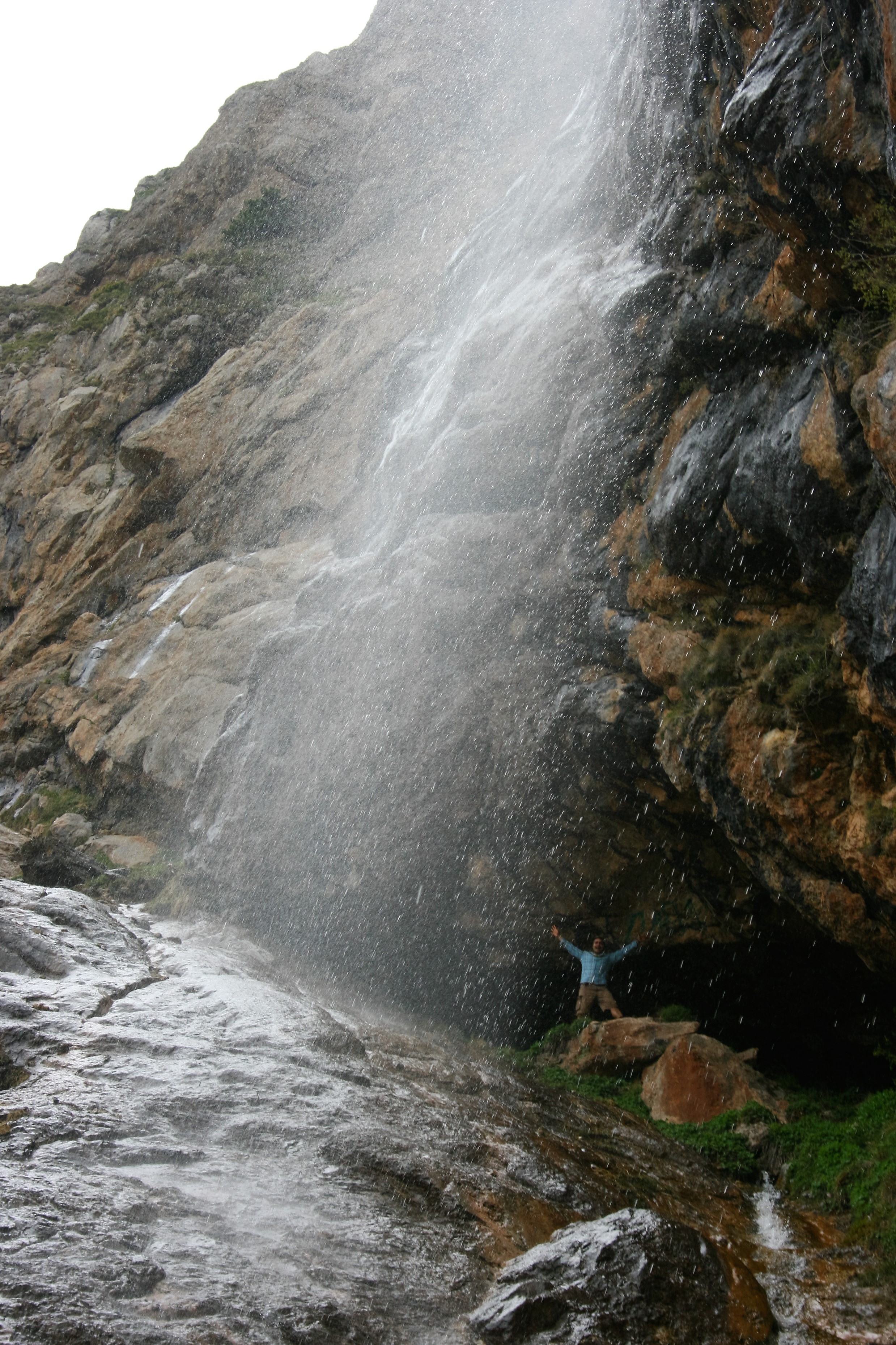
Catarata de las Aguas estigias

Las Aguas de Estigia son las fuentes del río Krathis en el monte Helmós, de una altura de 2100 metros, en el término municipal de Kalávrita, perteneciente a la provincia de Acaya en la región del Peloponeso en Grecia.
En la mitología griega, Estigia o Estix era una oceánide, hija de Océano. En la Titanomaquia, estuvo de parte de Zeus en su lucha contra Cronos.
En este lugar prestaban los dioses sus más solemnes juramentos, para ello bebían de estas aguas en copa de oro, y aquí es donde recibían el castigo. Decían que si un mortal bebía de estas aguas moría, y que si se sumergía metal en ellas, éste se derretía.
Aquí fue sumergido Aquiles por su madre para hacerse invulnerable, pero lo sujetó por el talón derecho que quedó como el único punto vulnerable de su cuerpo.
Según un estudio de la Universidad de Standford, las aguas tienen un potencial tóxico a causa de unas bacterias presentes en el suelo, lo cual podría ser la explicación de la atribución a éstas del envenenamiento de Alejandro Magno.

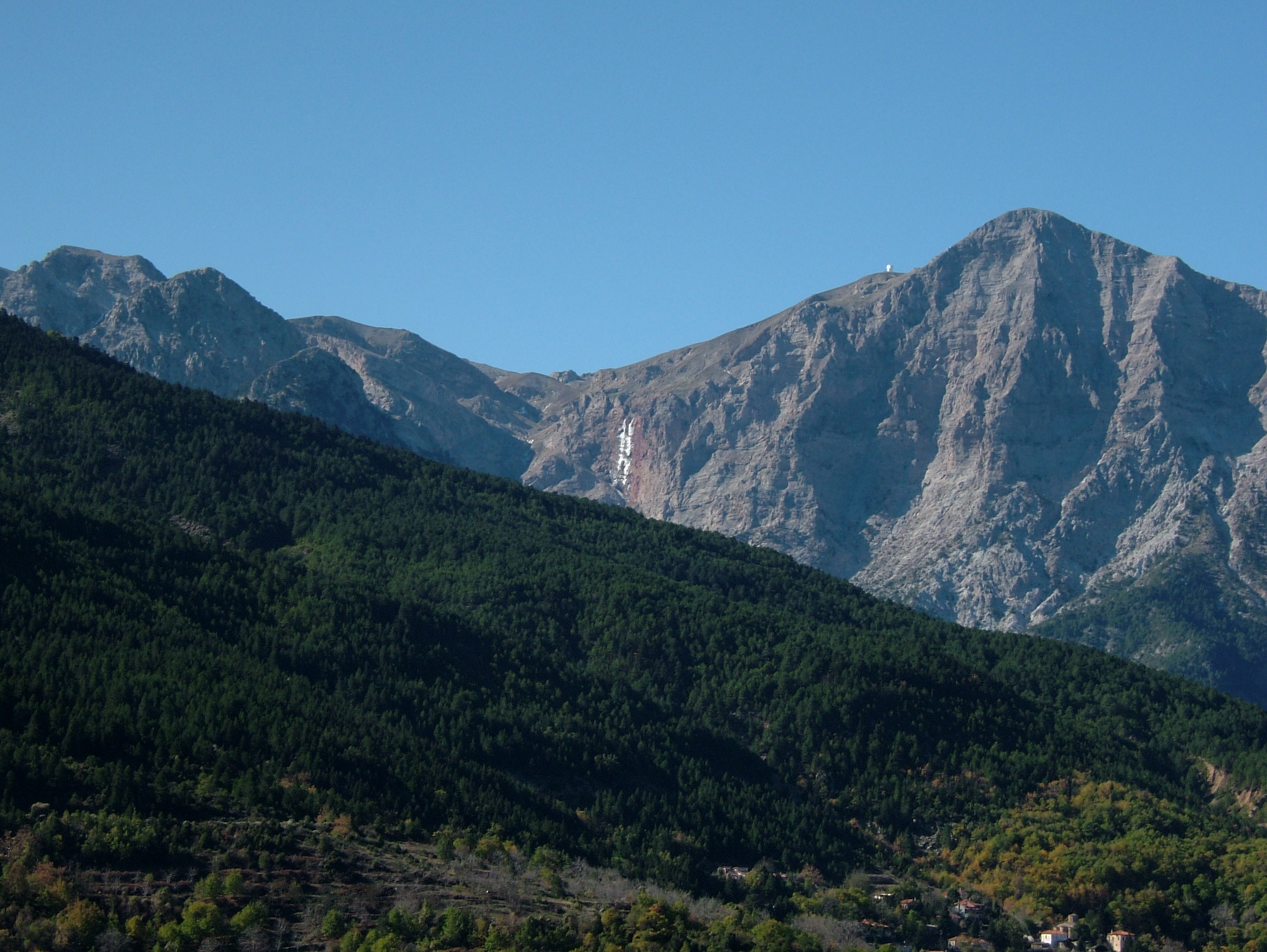
Vista General de la montaña de Helmós y las Aguas de Estigia.

## Notas

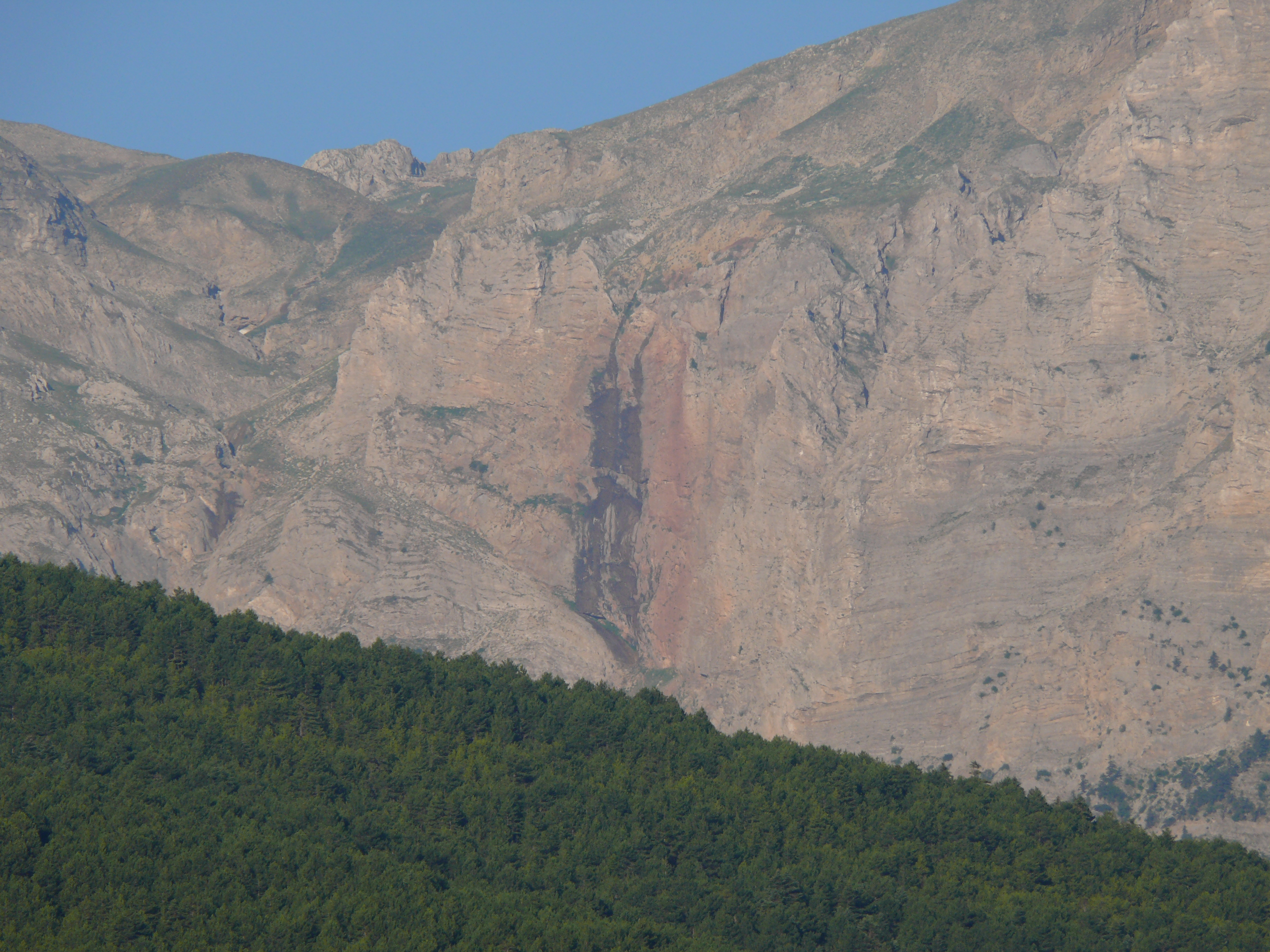
Las Aguas de Estigia.